# Smicridea meridensis
Smicridea meridensis är en nattsländeart som beskrevs av Lazar Botosaneanu och Oliver S. Flint Jr. 1982. Smicridea meridensis ingår i släktet Smicridea och familjen ryssjenattsländor. Inga underarter finns listade i Catalogue of Life.